# Manuel Mejuto González
Manuel Enrique Mejuto González (ur. 16 kwietnia 1965 w La Felguera) – hiszpański sędzia piłkarski.

## Kariera
Manuel Mejuto González sędziował:
- 2 mecze podczas Euro 2004 w Portugalii
- 2 mecze podczas Euro 2008 w Austrii i Szwajcarii
- 3 mecze Pucharu UEFA
- 37 spotkań Ligi Mistrzów